# Paul Reubens
Paul Reubens, ursprungligen Rubenfeld, född 27 augusti 1952 i Peekskill, New York, död 30 juli 2023 i Los Angeles, var en amerikansk komiker, skådespelare och TV-underhållare för barn, känd bl.a som karaktären Pee-wee Herman. 
Reubens, vars föräldrar härstammade från ashkenaziska judar. Förutom rollen som Pee-wee Herman, spelade Reubens också Tucker Cobblepot (Pingvinens pappa) i Tim Burtons film Batman Returns (1992).

## Filmografi (urval)
- 1980 – Blues Brothers
- 1981 – Cheech & Chongs sköna drömmar
- 1985 – Pee-Wees stora äventyr
- 1986 – Borta med tiden (röstroll)
- 1992 – Batman Returns
- 1992 – Buffy vampyrdödaren
- 1993 – The Nightmare Before Christmas (röstroll)
- 1996 – Matilda
- 1997 – Skönheten och Odjuret – Den förtrollade julen (röstroll)
- 1998 – Dr. Dolittle (röstroll)
- 1999 – Mystery Men
- 2001 – Blow
- 2011 – Smurfarna (röstroll)
- 2013 – Smurfarna 2 (röstroll)